# Staškovce
Staškovce jsou obec na Slovensku v okrese Stropkov. První zmínka o obci je z roku 1408. Současná obec vznikla v roce 1960 sloučením Malého a Velkého Staškovce. Žije zde 251 obyvatel.

## Poloha
Obec se nachází v Nízkých Beskydech, na přechodu z Ondavské vrchoviny do Laborecké vrchoviny, a na obou březích potoka Chotčianky v povodí Ondavy. Střed obce leží v nadmořské výšce 280 m n. m. a je vzdálen 14 km od Stropkova.
Sousedními obcemi jsou Pstriná na severu, Vladiča na severovýchodě, Havaj na východě a jihovýchodě, Makovce na jihu, Bukovce na západě a Gribov na severozápadě.

## Historie
Současná obec vznikla v roce 1960 sloučením obcí Malé Staškovce (do roku 1927 „Malé Stažkovce“ nebo „Zemplínské Stažkovce“) na levém břehu a Veľké Staškovce (do roku 1927 „Veľké Stažkovce“ nebo „Šarišské Stažkovce“) na pravém břehu.
První písemná zmínka o Staškovcích pochází z roku 1408 jako Staskenhaw. Obec ležela přímo na hranici hrabství Sáros a Semplin, takže ve středověku patřila část na pravém břehu k panství Makovica, zatímco část na levém břehu k panství Stropkov. V novověku se obě části dostaly pod toto panství. Obyvatelé pracovali jako zemědělci a lesní dělníci.
Do roku 1918 patřila obec, která ležela v okrese Semplín, k Uherskému království a poté k Československu (dnes Slovensko). Po druhé světové válce bylo v roce 1952 založeno místní Jednotné zemědělské družstvo (zkráceně JRD), které však bylo o rok později zrušeno. Někteří obyvatelé dojížděli za prací do průmyslových oblastí.

## Obyvatelstvo
Podle sčítání lidu z roku 2011 žilo ve Staškovcích 255 obyvatel, z toho 173 Slováků, 62 Rusínů, 8 Romů, 2 Ukrajinci a 1 Čech. Devět obyvatel neuvedlo svou etnickou příslušnost.
212 obyvatel se hlásilo k řeckokatolické církvi, 18 obyvatel k římskokatolické církvi, 10 obyvatel k pravoslavné církvi, 4 obyvatelé k evangelické církvi A. B., a jedno obyvatel se hlásil k protestantsko-metodistické církvi. Osm obyvatel bylo bez vyznání a vyznání dvou obyvatel nebylo zjištěno.

## Památky
- Řeckokatolický chrám Svatého Demetera mučedníka z roku 1903 – národní kulturní památka Slovenska
- Řeckokatolická Kaple Zesnutí svaté Bohorodičky z roku 1971[3]

## Doprava
Cesta III. třídy 3587 mezi Makovcemi a Malou Poľanou vede přes Staškovce přes Vladiču a Mikovou, a na obou koncích se napojuje na Cestu II. třídy 575. Kromě toho v obci začíná Cesta III. třídy 3548 do Pstriné a Miroľa.